# Konrad von Lützelhardt
Konrad von Lützelhardt war Markgraf von Ancona.
Konrad von Lützelhardt entstammte der kaisertreuen Ministerialenfamilie derer von Lützelhardt und war Markgraf von Ancona. Als die sizilianischen Adeligen 1190 Tankred von Lecce zum König erhoben, unterstützte Konrad die Ansprüche König Heinrichs VI. auf den sizilianischen Thron mit Waffengewalt. 1192 misslang Konrad die Verteidigung Capuas gegen Graf Richard von Acerra. Gleichzeitig war Konrad als Reichsverwalter von Tuszien tätig. Im Jahr 1193 übernahm er die Leitung des Kampfes gegen Tankred in Apulien und auch im folgenden Jahr führte er das schwäbische Aufgebot des Heeres Heinrichs VI. in Italien. Im Jahr 1195 erhob ihn der Kaiser zum Grafen von Molise.